# Otto Kindler
Otto  Ernst Karl Kindler (Pseudonyme: Matthias Brandner, O. K. von Koburg, C. E. Reldnik, * 20. August 1905 in Coburg; † 23. April 1962 in Feuchtwangen) war ein deutscher Regisseur, Schauspieler und Schriftsteller.

## Leben
Otto Kindler wirkte als Regisseur in Komotau und Marienbad. Ab Ende der Dreißigerjahre war er auch schriftstellerisch tätig. Nach dem Zweiten Weltkrieg begründete er in Feuchtwangen die dortigen "Kreuzgangspiele", bei denen er von 1949 bis 1952 Regie führte.
Otto Kindler war Verfasser von Abenteuerliteratur. Während er bis 1945 vorwiegend für den Heftromanmarkt schrieb, war er in der
Nachkriegszeit erfolgreich als Jugendbuchautor. Von den während des Dritten Reiches erschienenen Titeln Kindlers stand eine Reihe 1946 in der Sowjetzone wegen ihrer nationalistischen bzw. krass antibritischen Tendenz auf der "Liste der auszusondernden Literatur".

## Werke
- Der Torero, Berlin 1937
- Irlands Versklavung, Berlin 1939
- Raub der deutschen Kolonien, Berlin 1939
- Wie Gibraltar englisch wurde, Berlin 1939
- Blutiger Sudan, Berlin 1940
- Herzen im Sturm, Berlin 1940
- Hölle Sewastopol, Berlin 1940
- Kampf um Malta, Berlin 1940
- Der Meisterdieb der unbekannten Welt, Berlin 1940
- Opiumkrieg in China, Berlin 1940
- Piraten vor Puerto Belo, Berlin 1940
- Rebellen auf Malta, Berlin 1940
- Satan in Palästina, Berlin 1940
- Die schwarzbraunen Hunde, Berlin 1940
- Standrecht in Irland, Berlin 1940
- Der Stern von Akaba, Berlin 1940
- Die Stimme des Irgun, Berlin 1940
- Thomas Paine, Berlin 1940
- Der Tiger von Bengalen, Berlin 1940
- Um Spaniens Silberschiffe, Berlin 1940
- Unter dem Drachenbanner, Berlin 1940
- Verrat von Ceylon, Berlin 1940
- Der Ring des Zaren, Berlin 1941
- Die rote Pfeife, B.-Leipa 1941
- Seekrieg gegen Holland, Berlin 1941
- Der weiße Teufel, Berlin 1943
- Kabale und Liebe, München 1950
- Der Hammer des Tritonen, Hannover 1951
- Totentanz in Venedig, Hannover 1951
- Das Gespensterschiff, Stuttgart 1952
- Das Land des Schweigens, Stuttgart 1952
- Die todgeweihte Stadt, Stuttgart 1952
- Die Gärten der Königin, Stuttgart 1953
- Die Gefangenen des Piratenkönigs, Stuttgart 1953
- Die geheimnisvolle Fahrt der Arriaza, Stuttgart 1953
- Geliebt hat ihn nur eine, (unter dem Namen O. K. von Koburg), Bad Pyrmont 1953
- Das Glück von Sesenheim, (unter dem Namen O. K. von Koburg), Bad Pyrmont 1953
- Ich konnte der Liebe nicht widerstehen, (unter dem Namen O. K. von Koburg), Bad Pyrmont 1953
- Liebe in Ketten, (unter dem Namen O. K. von Koburg), Bad Pyrmont 1953
- Der Schatz Montezumas, Stuttgart 1953
- Das fliegende Schiff, Stuttgart 1954
- Glück ohne Ruh, (unter dem Namen O. K. von Koburg), Bad Pyrmont 1954
- Verschwörung an Bord, Stuttgart 1954
- Waldtraut, das Förstermädel, (unter dem Namen Matthias Brandner), Stuttgart 1954
- Das Wunder einer Liebe, (unter dem Namen O. K. von Koburg), Bad Pyrmont 1954
- Waldtraut auf der Pirsch, (unter dem Namen Matthias Brandner), Stuttgart 1955
- Waldtraut und der Bergsommer, (unter dem Namen Matthias Brandner), Stuttgart 1955
- Waldtrauts Winterfreuden, (unter dem Namen Matthias Brandner), Stuttgart 1956
- Station im Weltraum, (unter dem Namen C. E. Reldnick), Pabel, Rastatt 1956 (Utopia Zukunftsroman 78)
- Jörg Freymuth, ein deutscher Seeheld, Stuttgart 1960